# サン・チャイルド
サン・チャイルド は、日本のかつて存在していたアダルトビデオメーカー。
代表取締役は金子真一郎がつとめていた。

## 概要
1994年、V＆Rの常連男優だった金子真一郎 とV＆Rのアシスタントディレクター、AV男優三上が設立した。
所属女優のAVメーカーへの派遣。アダルトビデオの制作も行った。
社員のお金の持ち逃げ事件が起こり、その後、解散した。
| サブスタブ | この項目は、まだ閲覧者の調べものの参照としては役立たない、書きかけの項目です。この項目を加筆・訂正などしてくださる協力者を求めています。このテンプレートは分野別のサブスタブテンプレートやスタブテンプレート（Wikipedia:分野別のスタブテンプレート参照）に変更することが望まれています。 |